# Herbert Albers
Herbert Johann Albers (Pseudonym: Hermann Müller-Platow) (* 2. Juni 1908 in Wilhelmshaven; † 28. April 2001) war ein deutscher Frauenarzt.

## Leben
Herbert Albers, Sohn des Kaufmanns Johannes Albers und der Theda Albers, studierte zunächst in Marburg, später in Jena und Kiel. Nach Forschungen in der Anatomie sowie Weiterbildung in Innerer Medizin und Chirurgie wandte Albers sich der Frauenheilkunde zu. Bereits vor seinem medizinischen Staatsexamen veröffentlichte er eine Studie über die Hyperchlorämie bei Hyperemesis gravidarum. 1936 wurde er in Kiel zum Dr. med. promoviert. Sein Lehrer in Kiel, der Gynäkologe Robert Schröder, holte ihn an die Universität Leipzig, wo er sich 1940 habilitierte. 1944–1945 war er nichtplanmäßiger a.o. Professor für Gynäkologie und Geburtshilfe in Leipzig.
Nach dem Zweiten Weltkrieg gründete er 1947 im friesischen Sanderbusch mit Genehmigung des Oldenburgischen Landesfürsorgeverbandes das Oldenburgische Landeskrankenhaus Sanderbusch. Nach einem Jahr an der Paracelsusklinik in Marl kam er 1958 als Chefarzt an die Städtische Frauenklinik in Wiesbaden. Unter anderem unterrichtete er dort im Auftrag der Universität Mainz in Geburtshilfe und Gynäkologie. Sie ernannte ihn 1969 zum a.o. Professor. Albers ging 1974 in Pension.
Herbert Albers ist Verfasser von 148 Fachpublikationen sowie mehrerer Fach- und Sachbücher. Unter dem Pseudonym Hermann Müller-Platow gab er den Ratgeber Die gesunde Frau heraus.
Albers war Mitglied der SA ab 1933, beantragte am 15. Juni 1937 die Aufnahme in die NSDAP und wurde rückwirkend zum 1. Mai desselben Jahres aufgenommen (Mitgliedsnummer 4.302.534). 1939 trat er schließlich der SS und der Marburger Turnerschaft Philippina bei.